# کولنیره
کولنیره شهری در شهرستان تیکاره در استان بام در بورکینافاسوی شمالی است و جمعیت آن ۱۳۹۴ نفر است.